# Stunde der Wahrheit (1968)
Stunde der Wahrheit ist ein französisches Fernsehspiel des amerikanischen Regisseurs und Schauspielers Orson Welles aus dem Jahr 1967 mit ihm selbst und Jeanne Moreau in den Hauptrollen. Das Drehbuch, das auf der Erzählung Die unsterbliche Geschichte der dänischen Schriftstellerin Tania Blixen (so auch der Original- und der englische Titel des Films: Une histoire immortelle bzw. The Immortal Story) beruht, verfasste der Regisseur zusammen mit Louise de Vilmorin. Erstmals ausgestrahlt wurde der Film am 24. Mai 1968 im französischen Fernsehen. In der Bundesrepublik Deutschland konnte man ihn ab dem 9. August 1968 im Kino sehen.

## Handlung
Aus dem Halbdunkel des Bildes taucht der alte, kinderlose, unermesslich reiche und despotische Kaufmann Charles Clay aus Macao auf, der gegen Ende seines Lebens die Geschichte erfährt, die von allen Seeleuten auf jedem Schiff weitergegeben wird, dass nämlich ein alter, kinderloser, unermesslich reicher Kaufmann eines Abends aus seiner Kutsche heraus einen jungen Seemann anspricht und ihm fünf Guinees dafür bietet, dass er mit seiner jungen, schönen Frau einen Sohn zeugen möge. Der Seemann erfüllt ihm die Bitte.
Doch Elishama Levinsky, der jüdische Sekretär des wirklichen Kaufmanns, enthüllt, dass sich die Geschichte nie ereignet habe. Sie sei nur eine Legende, Sinnbild unerfüllbarer Sehnsüchte. Der Kaufmann beschließt also, die Geschichte geschehen zu lassen, damit wenigstens ein Seemann erzählen kann, wie sie sich wirklich zugetragen hat. Der Kaufmann beauftragt seinen Sekretär, alles zu arrangieren. Dieser tut wie ihm aufgetragen und die Dinge nehmen ihren Lauf. Doch als der Morgen graut, meint der Seemann beim Abschied, dass er dies, was er in jener Nacht erlebt hat, niemals weiter erzählen werde; denn keiner würde ihm glauben.

## Kritik
„Pessimistische Variation der zentralen Motive von «Citizen Kane»: die Jagd nach Glück und Macht als Prozeß der Selbstzerstörung; das Fragwürdige und zugleich Faszinierende einer Existenz, die sich in egozentrischer Machtentfaltung verwirklicht. Ein introspektives Alterswerk von Orson Welles, beherrscht von der Persönlichkeit des Regisseurs und Hauptdarstellers.“

„In einem verhalten-poetischen Stil mit verdeckten Farben schuf Orson Welles seinen besten Film seit seinem Erstling «Citizen Kane».“